# Siblu
Siblu (voorheen Haven Europe) is eigenaar en uitbater van 24 grote familievakantieparken in Frankrijk en Nederland. Siblu's vakantieparken liggen verspreid over Normandië, de Bretonse kustlijn, het westen van Frankrijk, de Loiredal, de Middellandse Zeekust, Zeeland en de Waddenzee. De parken hebben Nederlands, Frans en Engels sprekend personeel en de faciliteiten zijn gericht op gezinnen met een combinatie van accommodaties zoals stacaravans en chalets. De sites zijn voornamelijk ingedeeld met 4 sterren.
Siblu heeft twee verschillende activiteiten: de verhuur van korte of lange verblijven in hun stacaravans, en de verkoop ervan (Sleutel-op-de-deur), met de mogelijkheid om de aangekochte stacaravan te laten verhuren door Siblu.

## Geschiedenis
- 1975 - Begin als touroperator in Frankrijk onder de naam Freshfields (The Rank Group).
- 1981 - Het bedrijf Haven, later Eurovax, koopt de twee openluchtdorpen: Les Charmettes en Le Lac des Rêves.
- 1986 - Rank Group verwerft Haven en daarmee de twee bovengenoemde dorpen (eerste parken in eigendom) - Start verkoop van stacaravans.
- 1994 - Haven wordt Haven Europe (The Rank Group).
- 1995 - Haven Europe koopt Le Domaine de Kerlann.
- 1998 - Haven Europe koopt Le Bois Masson en Le Bois Dormant.
- 1999 - Verwerving van 3 nieuwe dorpen: La Carabasse, La Pignade en La Réserve.
- 2000 - Rank Group verkoopt Haven Europe aan Bourne Leisure.
- 2003 - Haven Europe verandert geleidelijk van naam. Coëxistentie van de twee merknamen: Haven Europe en Siblu voor vier jaar.
- 2004 - Bourne Leisure verkoopt Siblu / Haven Europe aan een groep Engelse investeerders.
- 2006 - Herfinancieringsoperatie € 150 miljoen (Hermes Private Equity)
- 2007 - Verwerving van vier nieuwe dorpen: Domaine de Litteau en Le Montourey.
- 2008 - Twee nieuwe aanwinsten: Bonne Anse Plage en Les Sables du Midi.
- 2012 - Aankoop van de Rives de Condrieu, een camping gelegen in Rhône Alpes.
- 2014 - Won een zilveren award bij de British Travel Awards in de categorie beste camping- en stacaravanbedrijf
- 2015 - Gekocht door Stirling Square Capital Partners
- 2016 - Benoeming van Simon Crabbe als President en CEO
- 2017 - Verwerving van Les Dunes de Contis in de Landes.
- 2018 - Verwerving van Mar Estang in de Pyrénées-Orientales en Le Conguel in Bretagne.
- Eind 2018 - Verwerving van Siblu's eerste Nederlandse vakantiepark: De Oase in Zeeland.
- 2019 - Verwerving van een tweede Nederlands vakantiepark: In de Bongerd in Zeeland.
- Begin 2020 - Verwerving van vakantiepark Lauwersoog in Noord-Nederland.

## Vakantiepark
- Les Charmettes (Charente-Maritime)
- Domaine de Soulac (Aquitanië)
- Le Lac des Rêves (Languedoc)
- Bonne Anse Plage (Charente-Maritime)
- Les Pierres Couchées (Loire-Atlantique)
- La Réserve (Aquitanië)
- Domaine de Dugny (Loir-et-Cher)
- Domaine de Kerlann (Bretagne)
- Le Bois Masson (Vendée)
- La Carabasse (Languedoc)
- Les Sables du Midi (Languedoc)
- La Pignade Charente-Maritime
- Domaine de Litteau (Calvados)
- Le Bois Dormant (Vendée)
- Le Montourey (Côte d'Azur)
- Les Rives de Condrieu (Rhône-Alpes)
- Les Dunes de Contis (Aquitanië)
- Mar Estang (Languedoc)
- Le Conguel (Bretagne)
- De Oase (Zeeland)
- In de Bongerd (Zeeland)
- Lauwersoog (Waddenzee)
- Meerwijck (Groningen (provincie)

1. 1 2 3 4  Over Siblu, siblu.nl